# Église Notre-Dame de La Séguinière
L'église Notre-Dame est une église située à La Séguinière, en France.

## Localisation
L'église est située dans le département français de Maine-et-Loire, sur la commune de La Séguinière.

## Historique
L'édifice est inscrit au titre des monuments historiques en 1986.

## Images

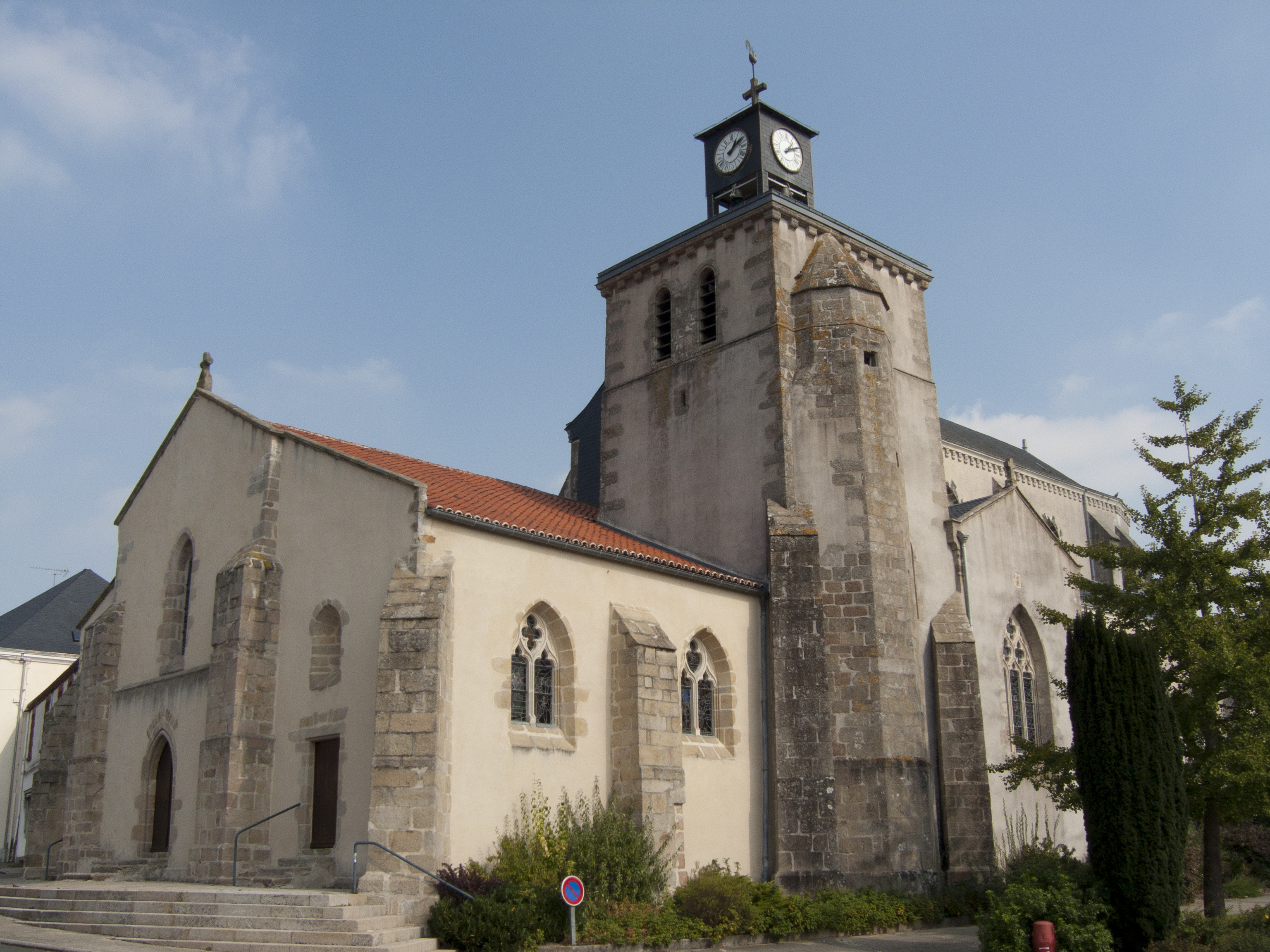
Façade avant
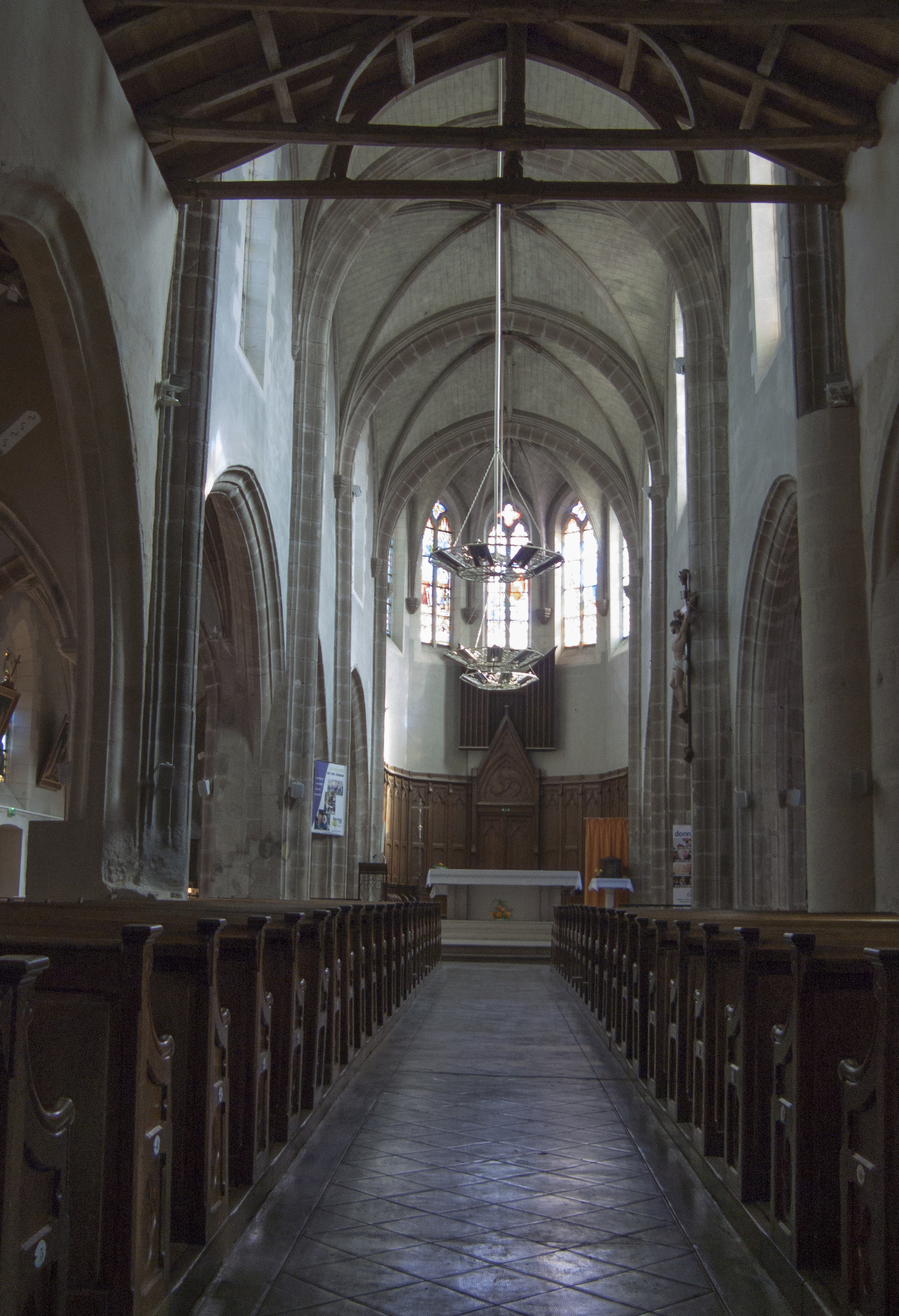
Intérieur